# Touch (Unix)
touch是一个被用于更改文件访问和修改时间的标准UNIX程序，它也被用于创建新文件。

## 历史
touch程序最早出现在第七版AT&TUNIX，包含在GNU核心工具组的touch程序的作者为Paul Rubin，Arnold Robbins，Jim Kingdon，David MacKenzie。

## 使用方法
单一UNIX规范包含下列程序选项：
-a，只更改访问时间
-c，如果文件不存在，不创建且不声明
-m，只更改修改时间
-r file，使用file的访问、修改时间而非当前时间
-t time，使用time（格式见下）更改访问、修改时间
time的格式为[[cc]yy]MMDDhhmm[.ss]，其中cc代表世纪，yy代表年份的后二位数字，MM代表月份，DD代表天数，hh代表小时，mm代表分钟，ss代表秒数。
其他Unix系统或类Unix系统可能添加额外的选项。

## 示例
以当前时间更改访问、修改时间：
```
$
 
touch
 
myfile.txt

```

注意：touch不修改myfile.txt内容，只更改它的访问、修改时间，如果myfile.txt不存在，它会被创建。
用指定时间更改访问、修改时间：
```
$
 
touch
 
-t
 
200701310846
.26
 
index.html
$
 
touch
 
-d
 
'2007-01-31 8:46:26'
 
index.html
$
 
touch
 
-d
 
'Jan 31 2007 8:46:26'
 
index.html

```

## 其他操作系统
其他操作系统，如(Windows、Mac OS）也存在执行相似功能的软件：
- Windows
  - File Date Touch（页面存档备份，存于）-Windows下的自由软件

## 参看
- Unix实用程序列表
- chmod

## 文档
- GNU版本touch文档（页面存档备份，存于）
- openBSD版本touch文档